# أسباسيا مانوس
أسباسيا مانوس (باليونانية: Ασπασία Μάνου) (4 سبتمبر 1896- 7 أغسطس 1972) زوجة ألكسندر الأول ملك اليونان، وأم ألكسندرا ملكة يوغوسلافيا آخر ملكة قرينة ليوغسلافيا. وقد تسبب زواج الملك منها بأزمة وجدل لكونها من عامة الشعب، لذا لم تُمنح لقباً ملكياً بل عُرفت بمدام ما نوس.

## حياتها
ولدت أسباسيا في أثينا في 4 سبتمبر 1896 , أبوها هو الكولونيل بيتروس مانوس، وتنتمي إلى عائلة مانوس اليونانية الشهيرة، وبعد انفصال والديها انتقلت أسباسيا للدراسة في فرنسا وسويسرا.

## علاقتها بالملك
عادت أسباسيا إلى اليونان في عام 1915 حيث عاشت مع والدتها، وقد وصفها معاصروها بالجمال، وفي هذه الفترة قابلت صديق طفولتها الأمير ألكسندر في إحدى الحفلات وسرعان ما وقع الاثنان بالحب.

## الزواج
بسبب رفض العائلة المالكة لطلب ألكسندر الزواج منها ومعارضة رئيس الوزراء إلفثيريوس فينيزيلوس , وبعد عدة محاولات تزوج ألكسندر الأول وأسباسيا سراً في 17 نوفمبر 1919 وكان حينها ملكاً , وبعد انكشاف الأمر اضطرت أسباسيا للسفر إلى الخارج حيث لحق بها الملك بعد عدة أشهر ثم عادا إلى اليونان في عام 1920 وتم تقبل الزواج لكن من دون منحها لقباً ملكياً بل عرفت بـ(مدام مانوس).

## أسباسيا الأرملة
لم يستمر الزواج طويلاً فقد توفي زوجها الملك ألكسندر الأول في 25 أكتوبر 1920 بسبب تعفن الدم الناتج عن عضة قرد، حيث كانت أسباسيا آنذاك حاملاً، وكانت علاقتها سيئة بالكثير من أفراد العائلة المالكة كما تزايد القلق لدى البعض من كون الجنين الذي ستنجبه قد يكون ذكراً يمكن أن يخلف أباه على العرش، لكنها أنجبت طفلة هي ألكسندرا .
بقيت أسباسيا مجردة من أي لقب ملكي لكن تحسن علاقتها بالملكة صوفيا والدة زوجها الراحل وعدد من أفراد الأسرة الملكية جعل الملك قسطنطين الأول والد زوجها يصدر مرسوماً ملكياً في سبتمبر من عام 1922 يعترف فيه بزواج ابنه من أسباسيا بأثر رجعي ويمنحها لقب أميرة ألكسندر من اليونان والدانمارك, أما ابنتها فقد حملت لقب الأميرة ألكسندرا من اليونان والدانمارك وأصبحت فيما بعد ألكسندرا ملكة يوغوسلافيا القرينة بزواجها من الملك بيتر الثاني ملك يوغوسلافيا .

## وصلات خارجية
- أسباسيا مانوس، أميرة اليونان | الملوك غير الرسمية (بالإنجليزية)